# Radio Loksbergen
De Vlaamsche omroep - Radio Loksbergen was een van de oudste lokale radiostations in Limburg, opgericht in 1936.
Radio Loksbergen had een studio in Diest en zond uit vanop de Kluisberg in Loksbergen. De zender was een initiatief van Gerard Keersmaekers in opdracht van de Katholieke Vlaamse Radio Omroep (KVRO) en kon ontvangen worden tot in Dendermonde.
Radio Loksbergen was een van de meest populaire vooroorlogse zenders. Dit was vooral te danken aan een succesvol verzoekenprogramma.
Bij het begin van de Tweede Wereldoorlog demonteerde de eigenaar het zendkristal en vluchtte ermee naar Frankrijk. De studio werd door de Duitsers verzegeld en het zendpark opgeblazen. Keersmaekers nam deel aan allerlei verzetsactiviteiten, o.a. werd hij lid van het geheime leger (A.S.) schuiloord Diest, de Militaire Inlichtingendienst MARC en vanaf mei 1943 de "Mission Samoyède" die onder aanvoering van Jan Boon een zender wou samenstellen om de bevolking bij de nakende bevrijding te mobiliseren. Op 16 oktober 1943 werd hij in het huis waar hij met zijn gezin woonde en waar ook de studio's zich bevonden (Turnhoutsebaan, Diest) door de Reichssicherheitsdienst gearresteerd. Na een verblijf van 7 maanden in de gevangenis in Antwerpen, werd hij met het laatste transport van daar naar Buchenwald gevoerd, waar hij net voor de bevrijding overleed.
Na de oorlog werd Radio Loksbergen een deel van het NIR. Het kan dus beschouwd worden als de voorganger van Radio 2 Limburg.
In 1981 werd een nieuwe vrije Radio Loksbergen opgestart. Deze hield in 1992 op te bestaan.